# Cal Companyó (Castellar del Riu)
Cal Companyó és una masia situada al municipi de Castellar del Riu a la comarca catalana del Berguedà.